# Regiunea Aysén
Regiunea XI Aysén del General Carlos Ibáñez del Campo (în spaniolă: Región de Aysén sau XI Región Aysén del General Carlos Ibáñez del Campo), numită uzual Regiunea Aysén sau simplu Aisén, este una din cele 15 regiuni administrative din Chile. Deși este a treia regiune din Chile după mărimea suprafeței, Aysén este cea mai slab populată regiune, cu o populație de 100.417 locuitori (2002). Capitala regiunii este Coihaique.

## Comune

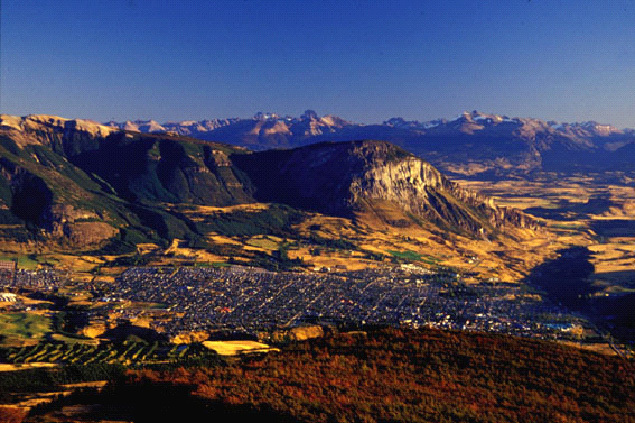
Coyhaique.

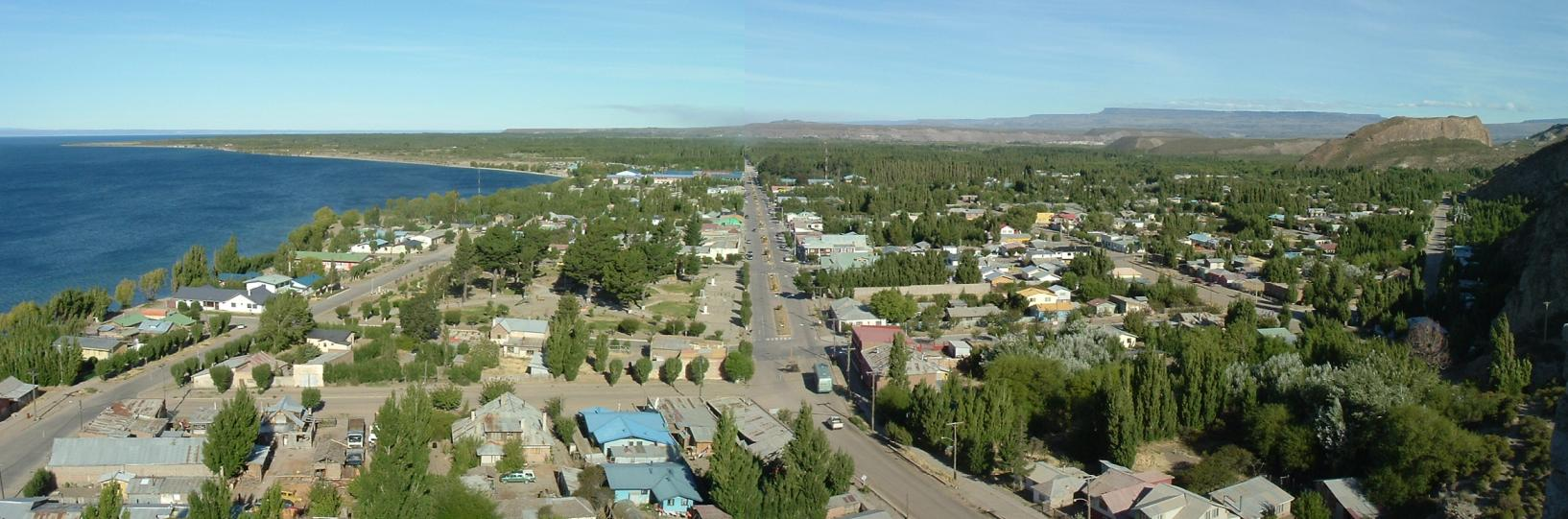
Chile Chico.

Regiunea Aysén del General Carlos Ibáñez del Campo are 10 comune:
- Coihaique
- Lago Verde
- Aysén
- Cisnes
- Guaitecas
- Cochrane
- O'Higgins
- Tortel
- Chile Chico
- Río Ibáñez